# Гура-Хуморулуй

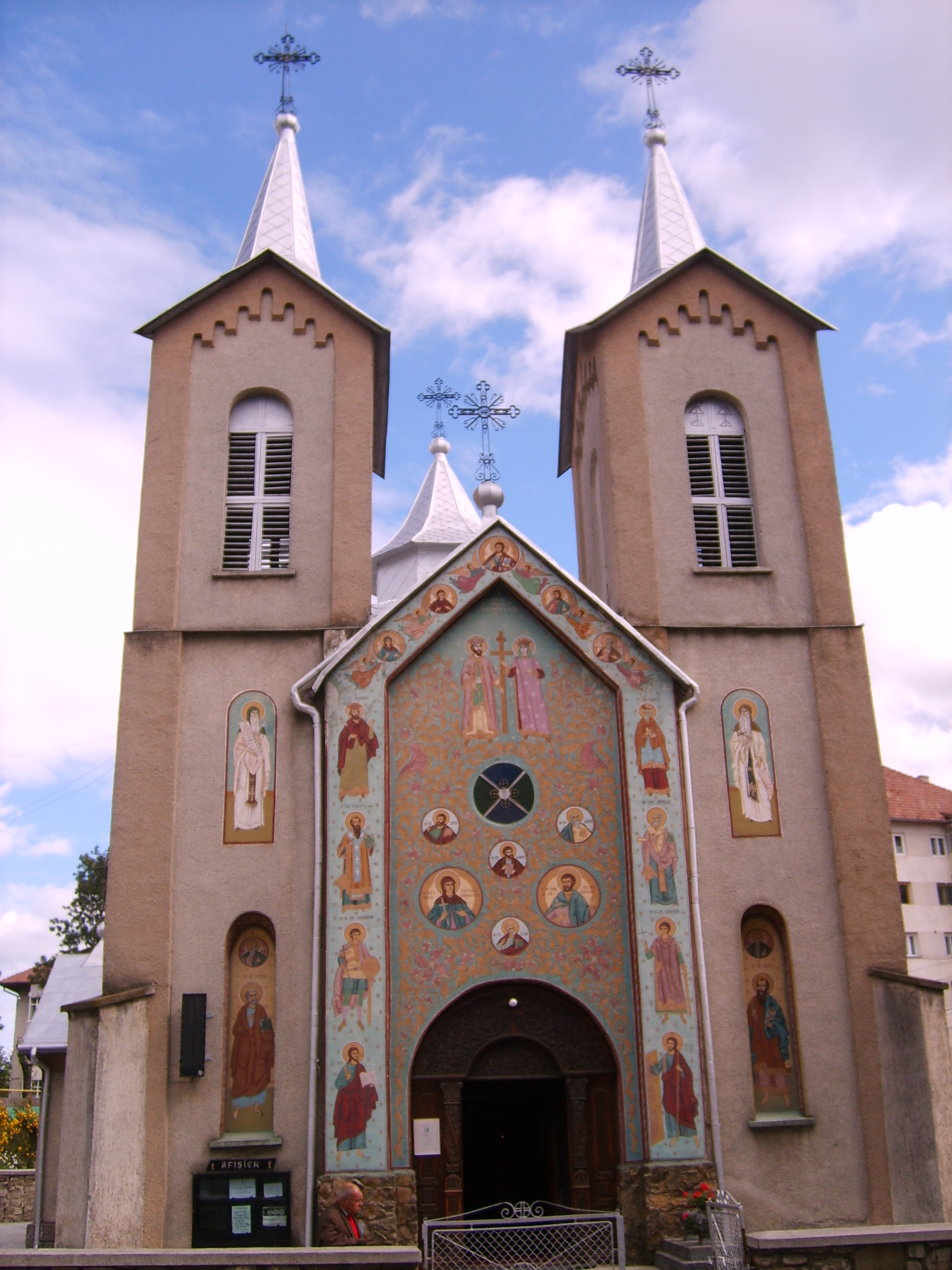
Гура-Хуморулуй, Православная церковь св. Константина и Елены

Гура-Хуморулуй (рум. Gura Humorului) — город в Румынии, в жудеце Сучава.

## География
Город Гура-Хуморулуй находится на крайнем северо-востоке Румынии, в южной части Буковины, близ Сучавы. Ранее входил в средневековое княжество Молдова. Лежит на впадении реки Хумор в реку Молдова.

## История
Среди жителей Гура-Гумора или Гурагумора (как ранее назывался город) двумя основными этническими группами в XIX — первой половине XX столетия были немцы и евреи. Евреи появились здесь в 1835 году, и к 1869 составляли около 1/3 населения. Город был своего рода культурным памятником центрально-европейского еврейства, сюда переселялись представители этого народа из Германии, Польши, Венгрии, Украины и др. После большого пожара 11 мая 1899 года Гура-Гумора была восстановлена при финансовой помощи американских евреев. После окончания Первой мировой войны и распада Австро-Венгрии город входит в состав Румынии. Во время Второй мировой войны, 10 октября 1941 года, еврейские жители Гура-Хуморулуй были депортированы в находившийся в Приднестровье концлагерь. Подавляющее большинство из них погибло.

## Достопримечательности
В окрестностях города находятся православные монастыри Воронец и Хумор, занесённые в Список всемирного наследия ЮНЕСКО.

## Персоналии
В Гура-Хуморулуй родились:
- Ольга Кобылянская — украинская писательница
- Каталин Цэрану — первый профессиональный европейский го-игрок, чемпион Европы.